# 朗格 (喬治亞州)
朗格（英語：Tyus）是位於美國喬治亞州卡洛爾縣的一個鬼鎮。由於此地已於1896年被荒廢，本地已無人居住。

## 地理
朗格的座標為33°36′22″N 84°45′54″W / 33.60611°N 84.76500°W，而該地的平均海拔高度為373米（即1224英尺）。